# Neuroglobin
Neuroglobin ist ein sauerstofftransportierendes Protein, ähnlich dem Hämoglobin, in Wirbeltieren. Beim Menschen ist es im Sauerstofftransport im Gehirn involviert. Es wird hauptsächlich im Stirnlappen, Nucleus subthalamicus und Thalamus exprimiert. Es gehört zu den Globinen.
Das mausspezifische und das menschliche Neuroglobin-Gen wurden 2000 charakterisiert. Beim Menschen liegt das Neuroglobin-Gen auf dem Chromosom 14q21. Neuroglobin ist mit den menschlichen Globinen verwandt, hat aber eine eigentümliche Genstruktur. Aus Sequenzanalysen ergab sich, dass es eine eigene Proteinfamilie bildet und sich früh in der Evolution der vielzelligen Tiere (Metazoen) - vor der Trennung der Urmünder (Protostomia) von den Neumündern (Deuterostomia) - gebildet hat.

### Übersichtsarbeiten
- Pesce A. et al.: Neuroglobin and Cytoglobin: Fresh blood for the vertebrate globin family. EMBO Rep. 2002,(12), 1146–1151. PMID 12475928
- Burmester, T. et al.: Neuroglobin: a respiratory protein of the nervous system. News Physiol. Science 2004,(19), 110-113. PMID 15143204
- Burmester, T. et al.: Neuroglobin and Cytoglobin: Genes, Proteins and Evolution  IUBMB Life. 2004, 11-12, 703-307 PMID 15804835
- Fago, A. et al.: Functional properties of neuroglobin and cytoglobin. Insights into the functional anchestral roles of globins. IUBMB Life. 2004, 11-12, 689-696. PMID 15804833
- Fordel, E. et al.: Hypoxia/ischaemia and the regulation of neuroglobin and cytoglobin expression IUBMB Life. 2004, 11-12, 681-687. PMID 15804832
- Hankeln, T. et al.: The cellular and subcellular localisation of neuroglobin and cytoglobin. A clue to their function? IUBMB Life. 2004, 11-12, 671-679. PMID 15804831
- Hankeln T. et al.: Neuroglobin and Cytoglobin in search of their role in vertebrate globin family. J Inorg. Biochem. 2005,(1),110-119. PMID 15598495